# NGC 1300
NGC 1300 är en galax som ligger cirka 2 grader norr om Tau 4 och har en skenbar magnitud på 10. NGC 1300 ligger 70 miljoner ljusår ifrån solen och man beräknar att denna galax är 100 000 ljusår bred. Man har inte, likt många andra galaxer, hittat en svart hål i dess centrum. Galaxen har ett ljust centrum och är lätt att se i ett 100 mm teleskop. På mörk himmel och med ett 300 mm teleskop kan man skymta spiralarmarna.